# Relaciones México-Timor Oriental
Las naciones de México y Timor Oriental establecieron relaciones diplomáticas en 2003. Ambas naciones son miembros de las Naciones Unidas.

## Historia
Durante la Crisis de Timor Oriental de 1999, la violencia en Timor Oriental se recrudeció y la presión interna llevó a la Misión de las Naciones Unidas en Timor Oriental (UNAMET) a trabajar a marchas forzadas hasta el 30 de agosto de 1999; día en que la referéndum para la independencia se llevó a cabo. Para la realización de la referéndum, la ONU solicitó apoyo del Instituto Federal Electoral de México en materia electoral. En esa ocasión el Instituto Federal Electoral brindó asistencia técnica a Timor Oriental en dos áreas específicas, en la creación de un registro electoral y en la logística para las elecciones. El apoyo dio inicio en junio y terminó en agosto del mismo año.
El 20 de mayo de 2002, Timor Oriental obtuvo su independencia de Indonesia. Asistió a la ceremonia de la independencia el subsecretario de Relaciones Exteriores de México, Miguel Marín Bosch. México reconoció de inmediato la independencia de Timor Oriental, convirtiéndose en la segunda nación latinoamericana en hacerlo (después de Brasil). Como miembro no permanente del Consejo de Seguridad de las Naciones Unidas, México aprobó Resolución 1414 para admitir Timor Oriental ante las Naciones Unidas. El 26 de septiembre de 2003, ambas naciones establecieron relaciones diplomáticas.
En mayo de 2008, el ministro de Relaciones Exteriores de Timor Oriental, Zacarias da Costa, realizó una visita oficial a México, convirtiéndose en el funcionario gubernamental de más alto nivel de Timor Oriental en visitar México. Durante una reunión con la canciller mexicana Patricia Espinosa Cantellano, ambas naciones discutieron su interés en fortalecer la relación bilateral entre ambas naciones. Ambos cancilleres acordaron cooperar en el marco de la ONU, donde se podrían encontrar temas de interés común. En 2010, el ministro de Economía de Timor Oriental, João Mendes Goncalves, asistió a la Conferencia de las Naciones Unidas sobre el Cambio Climático en Cancún.

## Visitas de alto nivel
Visitas de alto nivel de México a Timor Oriental
- Subsecretario de Relaciones Exteriores Miguel Marín Bosch (2002)

Visitas de alto nivel de Timor Oriental a México
- Ministro de Relaciones Exteriores Zacarias da Costa (2008)
- Ministro de la Economía João Mendes Goncalves (2010)

## Comercio
En 2021, el comercio entre México y Timor Oriental ascendió a $164 mil dólares. Las principales exportaciones de Timor Oriental a México incluyen: transformadores de potencia, bombas de aire, y artículos de plástico. México no tiene exportaciones registradas a Timor Oriental.

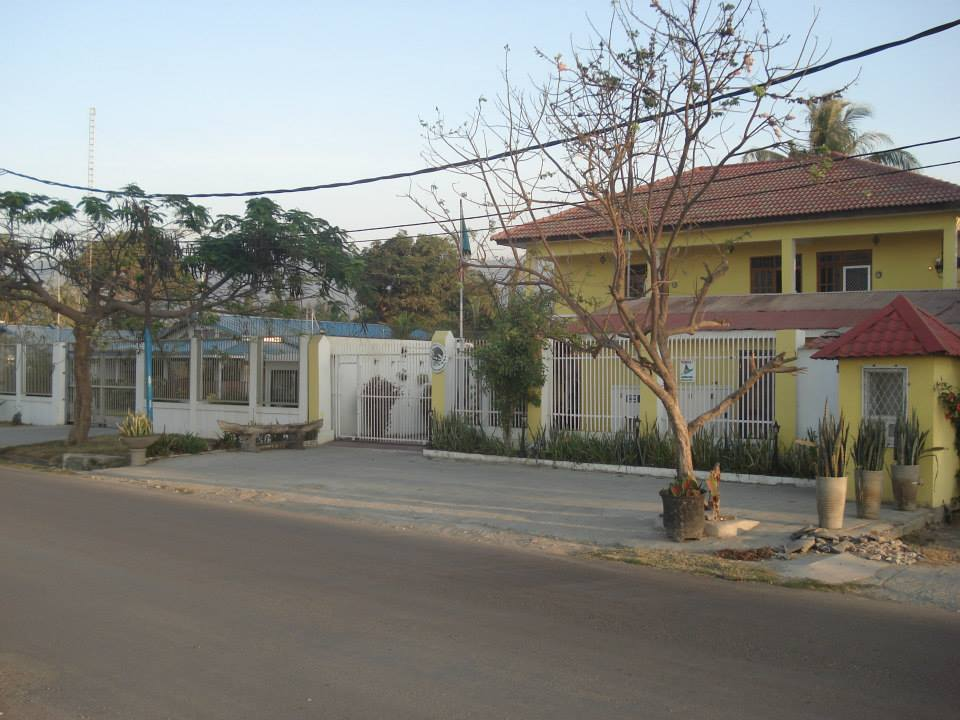
Consulado honorario de México en Dili

## Misiones diplomáticas
- México está acreditado ante Timor Oriental a través de su embajada en Yakarta, Indonesia y mantiene un consulado honorario en Dili.[6]
- Timor Oriental está acreditado ante México a través de su embajada en Washington D. C., Estados Unidos.